# Jules Nempon
Jules Nempon, né le 2 mars 1890 à Armbouts-Cappel et mort le 7 juin 1974 à Saint-Omer, est un coureur cycliste français. Professionnel de 1909 à 1923, il a obtenu son meilleur résultat sur le Tour de France 1919 en prenant la 10e place du classement général. Comme seulement dix coureurs finissent ce Tour de France, il reçoit également la « lanterne rouge ».

## Palmarès
- 1919
  - 10e du Tour de France

### Résultats sur les grands tours

#### Tour de France
8 participations
- 1911 : abandon (13e étape)
- 1914 : 27e
- 1919 : 10e, lanterne rouge
- 1922 : 20e
- 1923 : abandon (5e étape)
- 1924 : abandon (5e étape)
- 1927 : 35e
- 1928 : abandon (7e étape)